# BB Queen
Albums de Bahamadia
Kollage
(1996) Good Rap Music
(2006)
Singles
1. Special Forces
Sortie : 2000
2. Pep Talk
Sortie : 2000
3. Commonwealth (Cheap Chicks)
Sortie : 2000

BB Queen est le deuxième album studio de Bahamadia, sorti le 25 juillet 2000.
L'album s'est classé 35e au Billboard Top Heatseekers et 69e au Top R&B/Hip-Hop Albums.

## Liste des titres
| No | Titre                                                  | Contient un (des) sample(s) de | Durée |
| -- | ------------------------------------------------------ | ------------------------------ | ----- |
| 1. | BB Queen's Intro                                       |                                | 1:16  |
| 2. | Special Forces (featuring Chops, Planet Asia et Rasco) |                                | 3:25  |
| 3. | Commonwealth (Cheap Chicks)                            |                                | 3:37  |
| 4. | One-4-Teen (Funky for You) (featuring Slum Village)    | Mask Movement IV de Vangelis   | 3:27  |
| 5. | Philadelphia (featuring Dwele)                         |                                | 2:47  |
| 6. | Beautiful Things (featuring Dwele)                     |                                | 5:46  |
| 7. | Pep Talk                                               |                                | 4:56  |